# Djimalde Dossengar
Djimalde Dossengar (* 31. Dezember 1984 im Tschad) ist ein ehemaliger tschadischer Fußballspieler auf der Position eines Rechtsverteidigers. Er war zuletzt für den Hauptstadtklub Gazelle FC und in der Tschadischen Fußballnationalmannschaft aktiv.

## Karriere

### Verein
Seine Karriere auf Vereinsebene verbrachte Dossengar in seiner tschadischen Heimat. Er begann seine Profikarriere 1998 in der Tschad Premier League im Kader des Vereins Gazelle FC. In seiner ersten Saison nahm er am African Cup Winners’ Cup 1998 teil, scheiterte jedoch mit dem Team, 6:3 nach Hin- und Rückspiel, am Vertreter Dragons de l’Ouémé aus Benin. In der Saison 1999/00 und 2001 gewann er mit den Verein den Nationalen Pokal des Tschad. 2001 nahm er mit dem Team am African Cup Winners’ Cup teil, wo das Team Sporting Clube da Praia aus Kap Verde mit 5:2 bezwungen wurde. In der nächsten Runde musste sich die Mannschaft um Dossengar und Armand Djerabé, den Gegner AS Saint Luc aus der Demokratische Republik Kongo nur knapp mit 2:3 geschlagen geben. Eine Saison später gewann er seinen dritter tschadischen Pokal und nahm erneut am African Cup Winners’ Cup teil. Er scheiterte mit dem Team jedoch wie ein Jahr zuvor in der ersten Runde. Diesmal mit 1:6, nach Hin- und Rückspiel, am algerischen Erstligisten USM Algier. 2004 gewann er seinen letzten Nationalen Pokal und nahm am CAF Confederation Cup 2005 teil. Hier erzielte er im Spiel gegen den gabunischen Hauptstadtklub FC 105 Libreville in der 44. Minute das 2:0. Nach der Saison 2008 beendete er seine aktive Karriere im Fußball.

### Nationalmannschaft
Sein Debüt für die Tschadische Fußballnationalmannschaft gab Dossengar am 26. Juli 2002, im Freundschaftsspiel gegen die Auswahl des Sudan. Er nahm an Qualifikationsspielen zur Fußball-Weltmeisterschaft 2010 und der Afrikameisterschaft 2008 teil, konnte jedoch keine nennenswerten Erfolge erzielen. Er war Teilnehmer des CEMAC Cup in den Jahren 2005 und 2007. Hier erreichte er 2005 den Zweiten Platz und zwei Jahre später an der Seite von Ahmed Medego, Ndakom Ndeidoum und Torjäger Ezechiel N’Douassel den dritten Platz. Sein letztes Spiel im Trikot der Nationalmannschaft absolvierte Dossengar, am 9. Oktober 2010 im Rahmen der Qualifikation zur Fußball-Weltmeisterschaft 2010 gegen die Mannschaft aus Mali.

### Erfolge
Verein
- Tschadischer Pokalsieger: 1999/2000, 2001, 2004